# Siwan Lillicrap
Pas d'image ? Cliquez ici

b Matchs officiels uniquement.
Siwan Lillicrap, née le 21 septembre 1987, est une joueuse internationale galloise de rugby à XV évoluant au poste de deuxième ligne.

## Biographie
Siwan Lillicrap naît le 21 septembre 1987. En 2022, elle joue en club avec le Gloucester-Hartpury RFC. Elle compte 47 sélections en équipe du pays de Galles quand elle est retenue en septembre 2022 pour disputer sous les couleurs de son pays la Coupe du monde en Nouvelle-Zélande.